# Institut Laue-Langevin

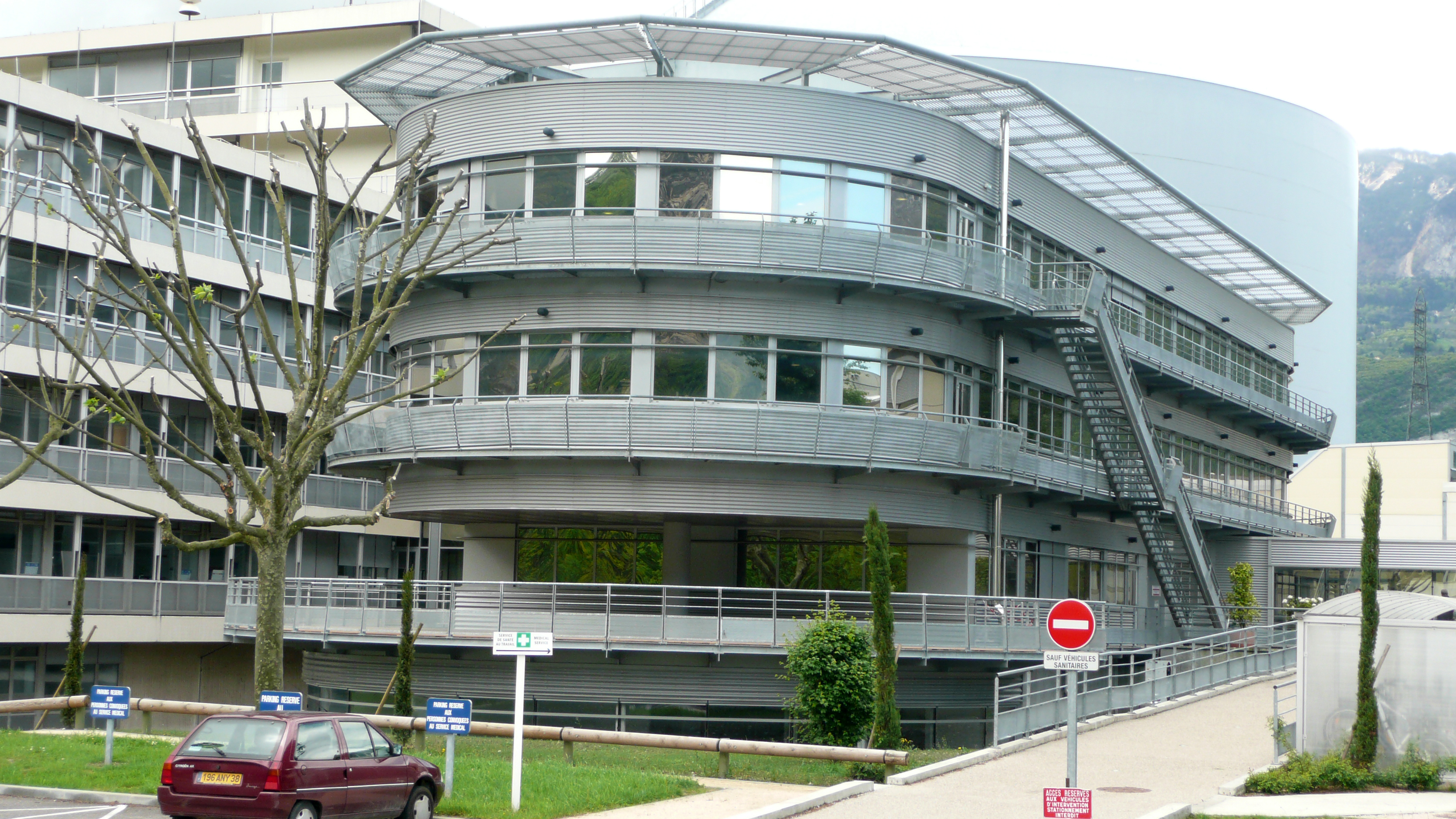

L'Institut Laue-Langevin (ILL), così chiamato in onore del fisico tedesco Max von Laue e del fisico francese Paul Langevin, è un'organizzazione internazionale di ricerca ubicata a Grenoble, fondata nel 1967 da Francia e Germania.
A questi due paesi si è unito nel 1973 il Regno Unito. Partenariati scientifici sono stati poi stabiliti con vari paesi: Spagna (1987) Svizzera (1988), Austria (1990), Russia (1996), Italia (1997), Repubblica Ceca (1999), Ungheria e Svezia (2005), Belgio e Polonia (2006), Slovacchia (2009), India (gennaio 2011).
Questo istituto di ricerca ospita ogni anno 1400 scienziati provenienti da 40 paesi.